# Arrondissement Rennes
Rennes is een arrondissement van het Franse departement Ille-et-Vilaine in de regio Bretagne. De onderprefectuur is Rennes.

## Kantons
Het arrondissement was tot 2014 samengesteld uit de volgende kantons:
- Kanton Bécherel
- Kanton Betton
- Kanton Bruz
- Kanton Cesson-Sévigné
- Kanton Châteaugiron
- Kanton Hédé
- Kanton Janzé
- Kanton Liffré
- Kanton Montauban-de-Bretagne
- Kanton Montfort-sur-Meu
- Kanton Mordelles
- Kanton Plélan-le-Grand
- Kanton Rennes-le-Blosne
- Kanton Rennes-Bréquigny
- Kanton Rennes-Centre
- Kanton Rennes-Centre-Ouest
- Kanton Rennes-Centre-Sud
- Kanton Rennes-Est
- Kanton Rennes-Nord-Est
- Kanton Rennes-Nord-Ouest
- Kanton Rennes-Nord
- Kanton Rennes-Sud-Est
- Kanton Rennes-Sud-Ouest
- Kanton Saint-Aubin-d'Aubigné
- Kanton Saint-Méen-le-Grand

Na de herindeling van de kantons bij decreet van 18 februari 2014, met uitwerking op 22 maart 2015, omvat het volgende kantons :
- Kanton Val-Couesnon  (deel : 9/24)
- Kanton Bruz
- Kanton Châteaugiron (deel : 8/14)
- Kanton Fougères-1  (deel : 1/16,5)
- Kanton Janzé  (deel : 7/10)
- Kanton Liffré
- Kanton Melesse
- Kanton Montauban-de-Bretagne
- Kanton Montfort-sur-Meu
- Kanton Rennes-1
- Kanton Rennes-2
- Kanton Rennes-3
- Kanton Rennes-4
- Kanton Rennes-5
- Kanton Rennes-6
- Kanton Le Rheu